# ソプロン
シラクサのソプロン（またはソフロン、Sophron of Syracuse）は紀元前430年頃に活躍した擬曲（ミーモス、ミモス）の劇作家。
ソプロンはドーリア方言による散文の対話劇の作者だった。それは男女両方の登場人物を含み、スタイルは時にはシリアス、時にはユーモラスで、シケリアのギリシア人の日常生活を描いていた。散文ではあったが、詩と見なされた。いずれにせよ、舞台演出を意図したものではなかった。簡潔な一般民衆の言葉で書かれ、格言と話し言葉が詰まっていた。
プラトンはソプロンをアテナイに招待して、自分の対話篇にソプロンの対話劇を利用したと言われている。クインティリアヌスによると、プラトンが死んだ時、枕の下にソプロンの本があったということで、『スーダ辞典』にも、ソプロンの対話劇はプラトンの永遠の友で、枕の下に敷いて眠っていたと書かれてある。ソプロンの劇がどんなものだったかは、テオクリトスの『牧歌』第2歌と第15歌（シラクサ人の先輩のAkestriaiやIsthmiazousaiから模倣したものだと言われている）から想像できるかも知れない。また、ペルシウス（en:Persius）の風刺文学の中にもその影響の痕跡がある。ソプロンの断片は、HL Ahrensの『De graecae linguae dialectis』（1843年）の中（ii. (app.)）や、CJ Botzonによる最新版（1867年）、同じくBotzonの『De Sophrone et Xenarcho mimographis』（1856年）の中に見つけることができる。